# Idaea tornipunctaria
Idaea tornipunctaria är en fjärilsart som beskrevs av Edward P. Wiltshire 1967. Idaea tornipunctaria ingår i släktet Idaea och familjen mätare. Inga underarter finns listade i Catalogue of Life.